# Bataille d'Angaur
Pour les articles homonymes, voir Angaur (homonymie).
Seconde Guerre mondiale - Guerre du Pacifique
Batailles
Campagne des îles Mariannes et Palaos
- Saipan
- Mer des Philippines
- Guam (1944)
- Tinian
- Peleliu
- Angaur

Japon :
- Raid de Doolittle
- Bombardements stratégiques sur le Japon (Tokyo
- Yokosuka
- Kure
- Hiroshima et Nagasaki)
- Raids aériens japonais des îles Mariannes
- Campagne des archipels Ogasawara et Ryūkyū
- Opération Famine
- Bombardements navals alliés sur le Japon
- Baie de Sagami
- Invasion de Sakhaline
- Invasion des îles Kouriles
- Opération Downfall
- Reddition du Japon

Pacifique central :
- Pearl Harbor
- Guam (1941)
- Wake
- Raid sur les îles Gilbert et Marshall
- Opération K
- Midway
- Opération RY
- Campagne des îles Gilbert et Marshall
- Campagne des îles Mariannes et Palaos
- Campagne des archipels Ogasawara et Ryūkyū
- Opération Inmate

Pacifique du sud-ouest :
- Nauru
- Invasion des Philippines (1941-42)
- Invasion des Indes orientales néerlandaises
- Opérations de l'Axe dans les eaux australiennes
- Raids aériens japonais sur l'Australie (1942-43)
- Opération Ke
- Campagne des îles Salomon
- Campagne de Nouvelle-Guinée
- Campagne des Philippines
- Campagne de Bornéo (1945)

Asie du sud-est :
- Invasion de l'Indochine (1940)
- Océan Indien (1940-45)
- Guerre franco-thaïlandaise
- Invasion de la Thaïlande
- Campagne de Malaisie
- Hong Kong
- Singapour
- Campagne de Birmanie
- Opération Kita
- Indochine (1945)
- Détroit de Malacca
- Opération Jurist
- Opération Tiderace
- Opération Zipper
- Bombardements stratégiques (1944-45)

Guerre sino-japonaise
Front d'Europe de l’Ouest
Front d'Europe de l’Est
Bataille de l'Atlantique
Campagnes d'Afrique, du Moyen-Orient et de Méditerranée
Théâtre américain
La bataille d'Angaur est une bataille de la guerre du Pacifique durant la Seconde Guerre mondiale, qui s'est déroulée sur l'ile principale d'Angaur dans l'archipel des Palaos du 17 au 30 septembre 1944.

## Contexte
Angaur est une petite île volcanique de 5 km de long, séparée de Peleliu de seulement 10 kilomètres. Une petite population indigène y vivait de la pêche, de la culture et de l'exploitation de mines de phosphate. Au milieu de 1944, les Japonais stationnaient sur l'île 1400 hommes placés sous le commandement du secteur des Palaos, dont le chef était le Lieutenant-général Sadae Inoue.
Leurs faibles défenses, et la possibilité d'y construire des terrains d'atterrissage, font des Palaos une cible intéressante pour les forces alliées après leur capture des îles Marshall, mais la pénurie de péniches de débarquement ne permit pas aux opérations de commencer avant la sécurisation des îles Mariannes.

## La bataille

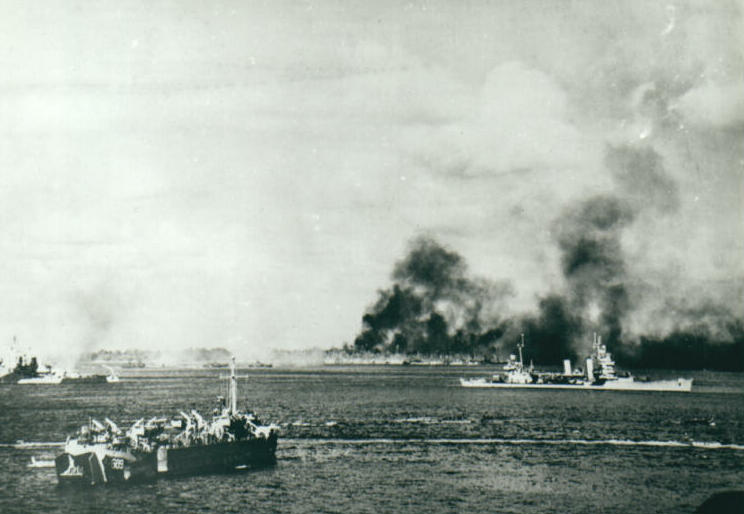
Bombardement de l'île d'Angaur

Les bombardements de l'île par le cuirassé USS Tennessee, puis par les bombardiers en piqué Dauntless du porte-avions USS Wasp commencèrent le 11 septembre 1944. Le 15 septembre, la bataille de Peleliu commençait.
Le 17 septembre, la 81e division d'infanterie commandée par le major général Paul J. Mueller débarquait sur les côtes nord et sud de l'île. Les mines et les embouteillages sur la plage causèrent plus de perturbations que les contre-attaques japonaises. Mais la résistance se raidit au fur et à mesure que les Américains avançaient vers « le Bol » , une dépression près du lac Salome, au nord-ouest de l'île, où les Japonais s'étaient retranchés.
Le 20 septembre, le 332e bataillon attaqua la colline en plusieurs vagues successives, mais les 750 défenseurs les repoussèrent à l'aide d'artillerie et de mortiers. Les Japonais furent progressivement assoiffés et affamés, noyés sous les obus. Les Américains atteignirent la colline le 25 septembre. Mais plutôt que de se battre pour le contrôle des grottes, ils en scellèrent les entrées à l'aide de bulldozeurs. Le 30 septembre, l'île était définitivement conquise.

## Suites de la bataille
Un aérodrome fut construit alors même que la bataille était encore en cours. Mais le retard des opérations de conquête des îles Palaos firent que cet aérodrome n'était pas prêt à temps pour le début de la conquête des Philippines en octobre 1944. C'est pourquoi l'amiral William F. Halsey, Jr. argumentait que la conquête des Palaos n'était pas nécessaire, et que les Japonais présents dans le secteur avaient subi de telles pertes qu'ils ne pouvaient pas gêner le débarquement aux Philippines. Beaucoup d'historiens militaires lui donnèrent raison après coup, suggérant que le plus grand bénéfice de la bataille était l'expérience de combat gagnée par la 81e division d'infanterie.
La 81e division d'infanterie fut directement transférée dans la bataille se déroulant sur l'ile de Peleliu pour prêter main-forte à la 1re division de Marines qui rencontrait une forte résistance dans les hauteurs de cette île.

## Annexe

### Le dispositif et commandement américain sur Angaur
| Désignation                     | Commandant                        | Effectifs                                    |
| ------------------------------- | --------------------------------- | -------------------------------------------- |
| Flotte du Pacifique             | Amiral Chester Nimitz             |                                              |
| 3ème Flotte                     | Amiral William F. Halsey          |                                              |
| TF 31 Joint Expeditionary Force | Vice-amiral Theodore S. Wilkinson |                                              |
| TF 32 Western Attack Force      | Contre amiral Fort                |                                              |
| TF 32.2 Angaur Attack Group     | Contre amiral Blandy              |                                              |
| TF 36 Expeditionary Troops      | Général Holland Smith             | Troupes débarquées                           |
| TF 36.1 Western Landing Group   | Général Roy Geiger                | III Amphibious Corps, commandement au combat |
| TF 36.1.2 Angaur Landing Force  | Général Mueller                   | 81e division d'infanterie                    |